# 水聲

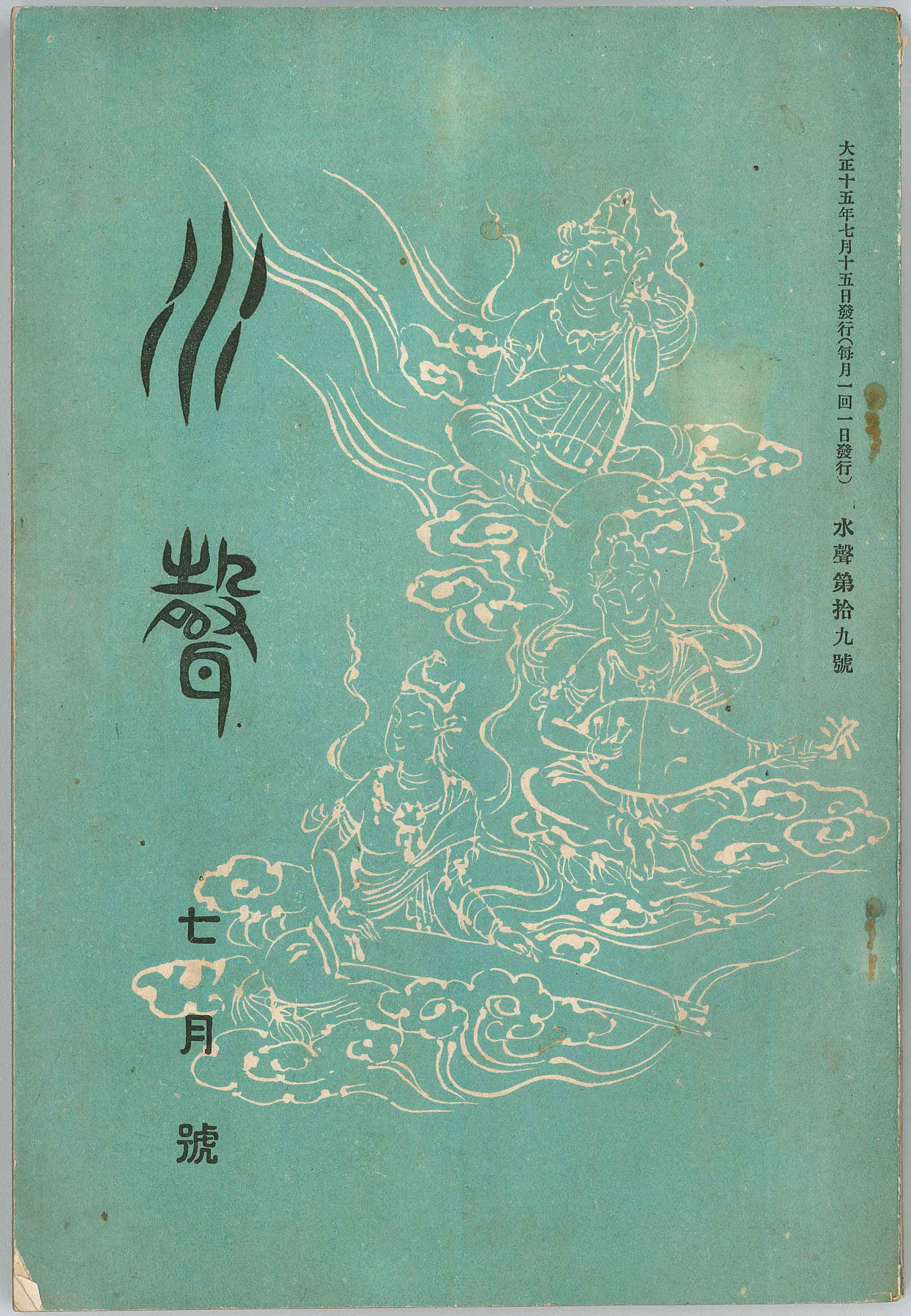
水聲第19号(大正15年7月)

『水聲』（すいせい）は、1923年（大正14年）1月から1931年（昭和6年）1月まで発行された錦心流琵琶専門の月刊邦楽誌。姉妹誌の『琵琶新聞』と同じく編集発行は琵琶新聞社水聲発行部、発行人編集主幹は椎橋松亭であった。